# Fußball-Bundesliga/Rekorde/TSV 1860 München
Der Artikel Fußball-Bundesliga/Rekorde/TSV 1860 München listet die vereinsspezifischen Rekorde von TSV 1860 München auf, die mit Bezug auf die Zugehörigkeit zur deutschen Fußball-Bundesliga gehalten werden.
Der Verein ist aktuell kein Bundesligist (Stand: Saison 2025/26).

Siehe auch: 

## Vorbemerkung
Es besteht eine Unterteilung zwischen Positiv- und Negativrekorden sowie vereinsinternen Bestmarken. Weitere Rekorde, die dem Verein nicht zuzuordnen sind, werden im Hauptartikel unter „Allgemein“ gelistet. Dort bestehen zudem die Rubriken „Trainerspezifische Rekorde“, „Schiedsrichterspezifische Rekorde“ sowie „Sonstige Rekorde“. Es besteht außerdem die Möglichkeit „In nächster Zeit möglicherweise fallende Bestmarken“ im unteren Bereich der Hauptseite festzuhalten, bzw. die neuen Rekorde an die passenden Stellen einzusortieren. Wenn möglich, wird zu einem Positivrekord auch der Negativrekord als Gegenstück gelistet (und andersrum). Die Liste erhebt keinen Anspruch auf Vollständigkeit.

## TSV 1860 München
Aktuelle Platzierung in der Ewigen Tabelle der Fußball-Bundesliga: Platz 22 von 58 (Stand: 34. Spieltag 2024/25)

### Positivrekorde
- ältester Verein, der in der Bundesliga aktiv ist bzw. war: gegründet am 17. Mai 1860[2]
- erster ausländischer Meistertrainer: Max Merkel (Österreicher, 1965/66)
- Torhüter, der ab dem ersten Strafstoß gegen sich, die meisten Strafstöße hielt: Bernd Meier (die ersten 3; gemeinsam mit Hans-Jürgen Bradler Anfang der 1970er-Jahre, für den VfL Bochum und Nikola Vasilj, für den FC St. Pauli, 2024/25, laufend, Stand: 22. Spieltag 2024/25)[3]
- Torhüter, der die meisten Strafstöße in Folge gegen sich parierte: Thomas Zander (4 Strafstöße (1980); gemeinsam mit Bernd Leno (2014), für Bayer Leverkusen, Hans Jörg Butt (2000), für den Hamburger SV, Frank Rost, für Schalke 04 und den Hamburger SV sowie Noah Atubolu, für den SC Freiburg, laufend, Stand: 34. Spieltag 2024/25)[4][5][6]

### Negativrekorde
- am schlechtesten in der Ewigen Tabelle platzierter Verein, der mindestens einmal Deutscher Meister wurde: Platz 22 (1 Titel, Stand: 34. Spieltag 2023/24)[1][7]

### Vereinsintern
- Rekordspieler: Harald Cerny (238 Einsätze)[8]
- Rekordtorhüter: Petar Radenković (215 Einsätze)[8]
- Rekordtorschütze: Rudolf Brunnenmeier (66 Tore)[9]
- Spieler, der am schnellsten seinen dritten Platzverweis kassierte: Bernhard Trares (im 31. Einsatz, Stand: 5. Spieltag 2024/25)[10]
- wenigste Einsätze, um 5× mindestens 3 Tore in einem Spiel zu erzielen: 61 (Rudolf Brunnenmeier, Stand: 3. Spieltag 2024/25)[11]
- am häufigsten Bundesliga-Torschützenkönig: Martin Max (2×)[12]
  - 19 Tore (1999/00)
  - 18 Tore (2001/02, gemeinsam mit Márcio Amoroso (Borussia Dortmund))